# Marcus Jensen
Marcus Christian Jensen (né le 17 décembre 1972 à Oakland, Californie, États-Unis) est un ancien joueur de baseball devenu instructeur.
Lors des Jeux olympiques d'été de 2000 à Sydney, il remporte la médaille d'or en baseball avec l'équipe des États-Unis.
Il évolue au poste de receveur dans la Ligue majeure de baseball de 1996 à 2002. Il dispute 145 matchs pour 7 équipes différentes en 7 saisons. Il joue pour les Giants de San Francisco (1996-1997), les Tigers de Détroit (1997), les Brewers de Milwaukee (1998), les Cardinals de Saint-Louis (1999), les Twins du Minnesota (2000), les Red Sox de Boston (2001) et les Rangers du Texas avant de jouer ses derniers matchs avec Milwaukee en 2002. Il compte 63 coups sûrs, 6 coups de circuit et 29 points produits en carrière dans le baseball majeur.
De 2009 à 2013, il est gérant des Athletics de la Ligue de l'Arizona au niveau recrues des ligues mineures de baseball. Instructeur des frappeurs itinérant dans le réseau de clubs affiliés aux Athletics d'Oakland en 2014, il est le 30 octobre 2014 promu au poste d'assistant instructeur des frappeurs à Oakland

## Palmarès
- Médaille d'or aux Jeux olympiques de Sydney en 2000